# ديفيد هاريس (سياسي)
ديفيد هاريس (بالإنجليزية: David Harris)‏ هو سياسي أمريكي، ولد في 26 مارس 1948 في ريدينغ في الولايات المتحدة. حزبياً، نشط في الحزب الجمهوري. وقد انتخب عضو مجلس نواب إلينوي (2011 – 2013).

## وصلات خارجية
- الموقع الرسمي